# Rinoceront de Dürer
El Rinoceront de Dürer és un gravat en fusta d'Albrecht Dürer realitzat el 1515 que va esdevenir una icona cultural; segons alguns crítics es tracta de la «representació d'un animal que més influència ha tingut en la història de l'art». Està basat en esbossos i descripcions d'uns dels primers rinoceronts que van arribar a Europa, concretament a la cort portuguesa.
El gravat conté inexactituds anatòmiques. Representa l'animal cobert de plaques dures, com una armadura, i amb escates a les potes, que el fan semblant a un rèptil. Dürer mai no veuria el rinoceront real, el primer exemplar viu vist a Europa des dels temps de l'Imperi Romà. A la fi de 1515, el rei de Portugal, Manuel I, va enviar l'animal com a regal al papa Lleó X, però va morir en naufragar el vaixell que el transportava vora la costa d'Itàlia, a començaments de 1516. No es tornaria a veure un rinoceront viu a Europa fins a l'arribada d'un segon exemplar de l'Índia a la cort espanyola de Felip II prop de 1579.
Malgrat les imprecisions anatòmiques, el gravat de Dürer va cobrar una gran popularitat a Europa i va ser copiat en moltes ocasions durant els tres segles següents. Va ser considerat una representació fiable d'un rinoceront fins a finals del segle xviii. Finalment va ser substituït per pintures i dibuixos més realistes, especialment del rinoceront Clara, que va ser exhibit per Europa a les dècades de 1740 i 1750. Sobre el gravat de Dürer s'ha dit que: «Probablement cap més pintura d'un animal no ha exercit una influència tan gran a les arts».
Els francesos van fer erigir una escultura de l'obra (en la qual es va inspirar Salvador Dalí) i diversos artistes barrocs el van incloure en els seus quadres, fins i tot després d'haver conegut rinoceronts reals.

## El rinoceront
El 20 de maig de 1515 va arribar un rinoceront indi a Lisboa des de l'Extrem Orient. A començaments de 1514 l'animal havia estat regalat a Afonso de Albuquerque, governador de l'Índia portuguesa, pel sultà Muzafar II, que governava Cambay (actual Gujarat), com a part d'un bescanvi de regals diplomàtics. Per aquella època, els governants de diferents països de vegades s'enviaven animals exòtics per mantenir-los en el parc de les feres. Alburquerque va decidir de reexpedir el regal, conegut en gujarati pel nom de ganda i al seu cuidador indi, anomenat Ocem, al rei Manuel I de Portugal al vaixell Nossa Senhora dona Ajuda, que va partir de Goa el gener de 1515. El vaixell, capitanejat per Francisco Pereira Coutinho, i escortat per dos vaixells carregats d'espècies exòtiques, va navegar a través de l'oceà Índic, vorejant el cap de Bona Esperança, i després cap al nord a través de l'Atlàntic, aturant-se breument a Moçambic, Santa Helena i a les Açores.
Després d'un viatge de cent vint dies, el rinoceront va ser desembarcat finalment a Portugal, prop del lloc on s'estava construint la Torre de Belém d'estil Manuelí. La torre es va decorar més tard amb gàrgoles amb forma de rinoceront sota els seus voladissos. Com que no s'havia vist un rinoceront a Europa des de l'època de l'Imperi Romà, havia passat a ser una espècie de criatura llegendària, que ocasionalment apareixia als bestiaris junt amb els unicorns, de manera que l'arribada d'un exemplar viu va causar sensació. L'exòtic animal va ser allotjat al parc de les feres del rei Manuel I al Palau de Ribeira de Lisboa, separat dels elefants i d'altres grans criatures al Palau dos Estaús. El diumenge de la Trinitat, 3 de juny, Manuel I va organitzar un baralla entre el rinoceront i un jove elefant de la seva col·lecció per comprovar el relat de Plini el Vell, que assegurava que el rinoceront i l'elefant són enemics molt acres. El rinoceront va avançar lenta i deliberadament cap al seu adversari, l'elefant; tanmateix, aquest últim, desacostumat a la sorollosa multitud que havia acudit a presenciar l'espectacle, va fugir aterrit abans que es produís cap enfrontament.

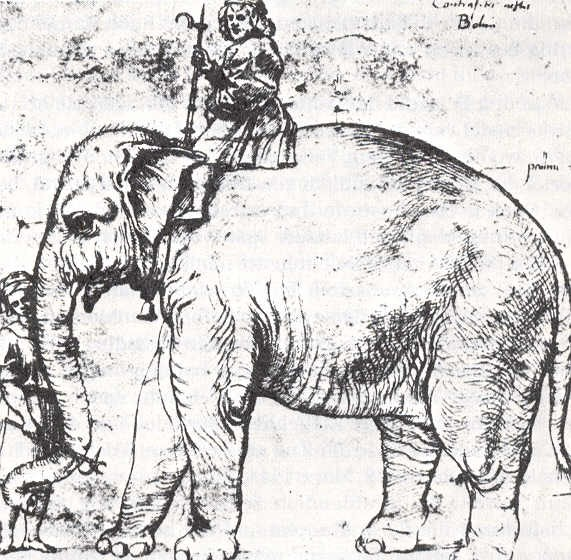
Dibuix de l'elefant Hanno, per Rafael Sanzio.

El rei Manuel I, va decidir d'obsequiar el papa Lleó X amb el rinoceront. El rei era partidari d'aconseguir el favor papal per mantenir els seus privilegis sobre la possessió exclusiva de les noves terres que la flota portuguesa havia explorat a l'Extrem Orient des que Vasco da Gama va descobrir la ruta marítima cap a l'Índia prop de l'Àfrica el 1498. L'any anterior, el Papa s'havia mostrat molt satisfet quan Manuel li va regalar un elefant blanc, també procedent de l'Índia, que el pontífex havia anomenat Hanno.
El rinoceront, adornat amb un collaret de vellut verd decorat amb flors, va embarcar al desembre de 1515 junt amb altres obsequis preciosos, com ara làmines d'argent i espècies, per al viatge des de la desembocadura del Tajo fins a Roma. El vaixell va passar prop de Marsella a començaments de 1516. El rei Francesc I de França, que tornava de Saint-Maximin-la-Sainte-Baume, a Provença, va demanar de veure la bèstia. El vaixell portuguès es va aturar a una illa propera Marsella on el rinoceront va desembarcar perquè el rei de França pogués veure'l el 24 de gener.

### La mort del rinoceront
Després de reprendre el seu viatge, el vaixell va naufragar en una tempesta que va esclatar sobtadament quan passava al costat de l'estret de Portovenere al nord de La Spezia, a la costa de Ligúria. El rinoceront, encadenat i subjectat per grillons a la coberta, va ser incapaç de nedar fins a la costa per salvar-se i va morir ofegat. El seu cadàver va ser recuperat a la vora de Vilafranca de Mar i la seva pell va ser enviada de tornada a Lisboa, on va ser embotida de palla. L'animal, ja dissecat, va ser enviat a Roma, on arribaria al febrer de 1516, i s'exhibiria impagliato (expressió italiana per farciment de palla). Allà el rinoceront va ser pintat per Giovanni da Udine i per Rafael, però l'animal ja dissecat no va causar a Roma la mateixa expectació que va provocar a Lisboa la bèstia encara viva.
El destí del rinoceront dissecat es desconeix. Va poder haver estat traslladat a Florència pels Mèdici, o potser va poder haver estat destruït durant el saqueig de Roma (1527). La seva història va inspirar la novel·la de Lawrence Norfolk El rinoceront del Papa (The Pope's Rhinoceros).

## Gravat de Dürer

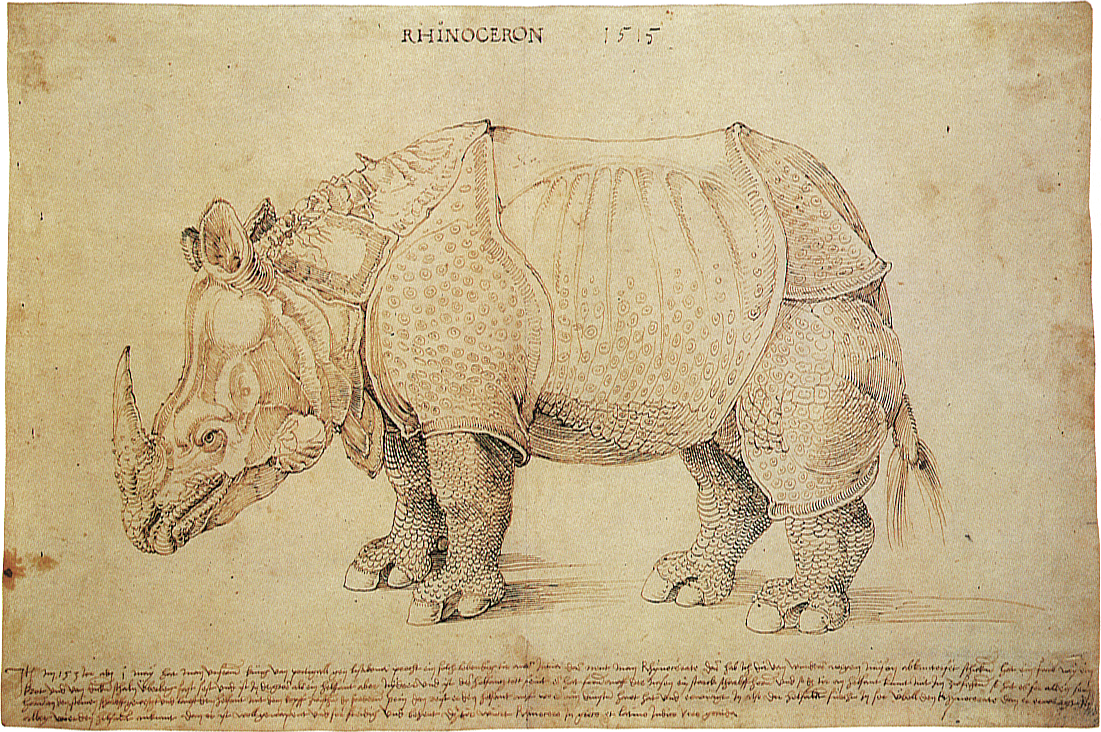
Dibuix amb ploma i tinta del rinoceront, per Albrecht Dürer, 1515, actualment al Museu Britànic. A la llegenda escrita a mà es diu que la data d'arribada del rinoceront a Lisboa va ser «1513».

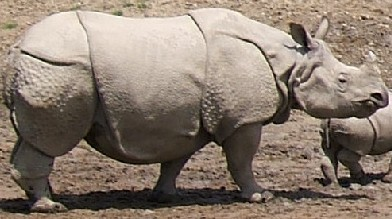
Els plecs de la pell d'un rinoceront de l'Índia es corresponen molt amb les plaques de l'armadura representades per Dürer.

Un marxant moravià, Valentim Fernandes, va poder observar el rinoceront poc després de la seva arribada i va escriure una carta a un amic de Nuremberg on el descrivia al juny de 1515. La carta original en alemany no ha perdurat, però a la Biblioteca Nacional Central de Florència se'n troba una còpia en italià. Per aquells dies una segona carta d'un autor desconegut va ser enviada de Lisboa a Nuremberg, on s'adjuntava un esbós realitzat per un artista desconegut. Dürer va veure la segona carta i l'esbós a Nuremberg. Sense haver vist ell mateix el rinoceront, en va fer dos dibuixos a tinta, i del segon en va fer un gravat.

A la inscripció en alemany del gravat, basada en el testimoni de Plini es pot llegir: 
| « | Al primer de maig de l'any 1513 [sic], el poderós Rei de Portugal, Manuel de Lisboa, va portar aquest animal viu des de l'Índia, anomenat rinoceront. Aquesta és una representació fidel. Té el color d'una tortuga pigallada, i està gairebé completament cobert de gruixudes escates. És de la grandària d'un elefant, però té les potes més curtes i és quasi invulnerable. Té un poderós i punxegut corn o banya a la punta del seu nas, que esmola a les roques. És l'enemic mortal de l'elefant. L'elefant s'espanta del rinoceront, puix, quan es troben, el rinoceront carrega amb el cap entre les seves potes davanteres i esquinça l'estómac de l'elefant, contra la qual cosa l'elefant és incapaç de defensar-se. El rinoceront és tan ben cuirassat que l'elefant no pot ferir-lo. Es diu que el rinoceront és ràpid, impetuós i astut. | » |

El gravat de Dürer no és una representació completament fidel d'un rinoceront. Mostra un animal amb dures plaques que cobreixen el seu cos com la xapa d'una armadura, amb un gorjal a la gola, una cuirassa de pit d'aspecte sòlid i reblons a les juntes, també va situar un petit corn a la seva gropa, i el va dotar de potes escatoses i quarters del darrere en forma de serra. Els rinoceronts reals no tenen cap d'aquestes característiques És possible que es creés una armadura per la baralla contra l'elefant a Portugal, i que aquestes característiques representades per Dürer fossin de fet parts de l'armadura D'altra banda, l'«armadura» de Dürer pot representar els durs plecs de la gruixuda pell dels rinoceronts indis o, així com la resta d'imprecisions, potser siguin simples malentesos o afegitons creatius de Dürer. Dürer també dibuixa una textura escatosa sobre el cos de l'animal, incloent l'«armadura». Això pot ser un intent de Dürer de representar l'aspre i quasi barbamec cuir dels rinoceronts indis, que tenen bonys com a berrugues a les cuixes i les espatlles. D'altra banda la textura de la pell pot representar també una dermatitis induïda pel tancament del rinoceront durant el viatge de quatre mesos de l'Índia a Portugal.

## Una obra similar amb un èxit més petit

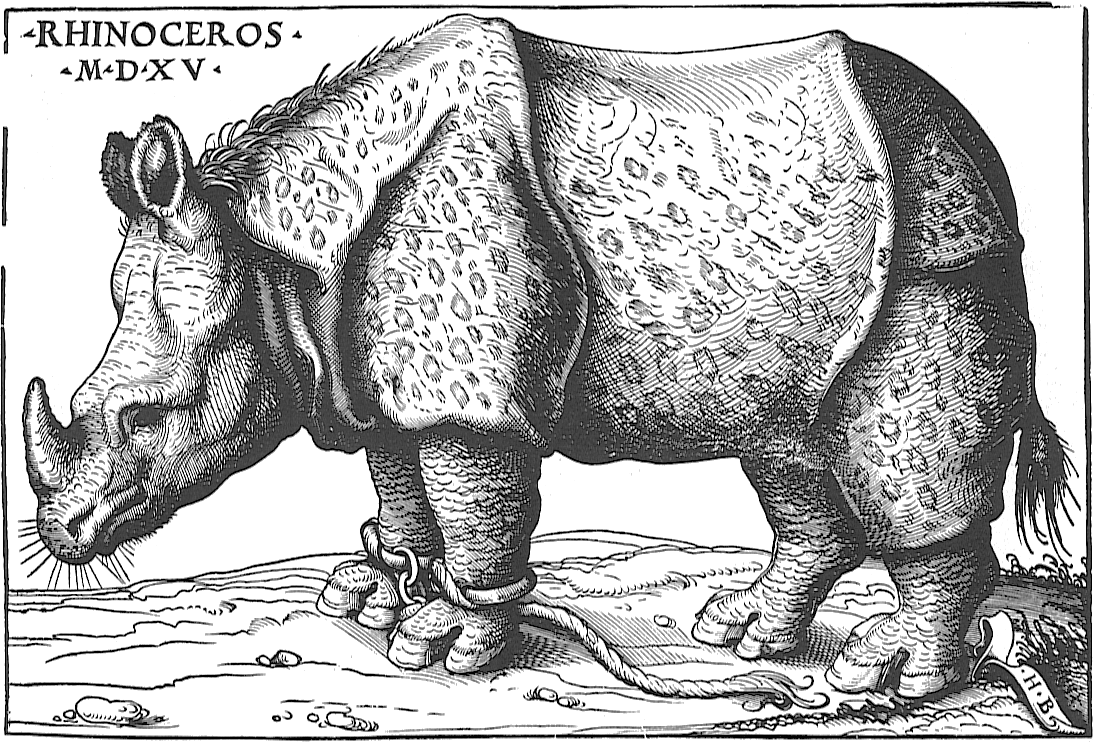
Rinoceront de Hans Burgkmair,(1515).

Hans Burgkmair va crear un segon gravat a Augsburg titulat «RHINOCEROS MDXV», prop de les mateixes dates que Dürer a Nuremberg. Burgkmair mantenia correspondència amb marxants de Lisboa i Nuremberg, però no és clar si va tenir o no accés a la carta o a l'esbós que va veure Dürer, potser també les fonts de Dürer, o si va veure ell mateix l'animal a Portugal. La seva imatge és més precisa i omet els afegitons de Dürer més extravagants i inclou els grillons i la cadena usats per subjectar el rinoceront; tanmateix, el gravat de Dürer és més poderós, i va eclipsar al de Burgkmair en popularitat. Només ha sobreviscut una còpia de la imatge de Burgkmair, mentre que la impressió original de Dürer es va copiar moltes vegades. Dürer va produir una primera impressió del seu gravat el 1515, distingible per comptar només amb cinc línies al text de la capçalera, i moltes més impressions es realitzarien després de la mort de Dürer el 1528, incloent dues impressions a la dècada de 1540, i encara dos més a la fi del segle xvi. Les impressions més tardanes tenen sis línies de text. Es va afegir un bloc tonal. La matriu de fusta original es continuaria fent servir, encara que les impressions van acabar deslluint-se pel corc i una esquerda que travessa les potes del rinoceront.

### Influència

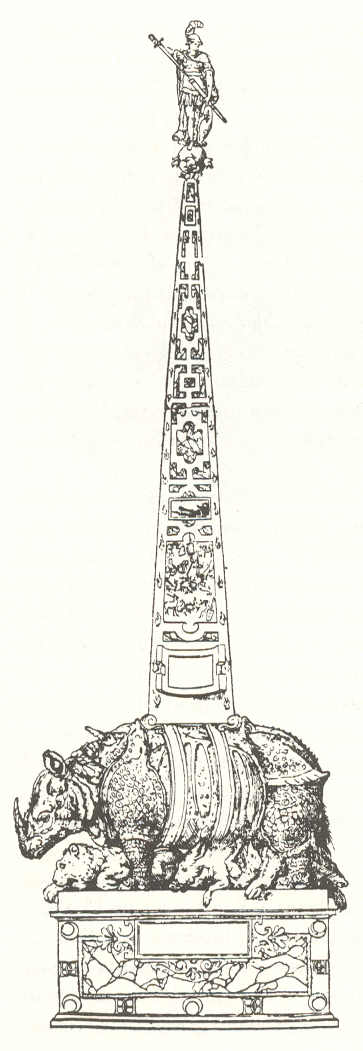
Obelisc per Jean Goujon (1549).

Malgrat les seves errades, la imatge va continuar sent molt popular, i va ser presa com una representació fidel d'un rinoceront fins finals del segle xviii. Dürer va poder haver escollit deliberadament crear una xilografia, en lloc d'emprar la tècnica més refinada i detallada del gravat en làmina de coure, per assegurar-se que seria adequat per la impressió massiva. Es van incloure imatges derivades del gravat a textos naturalistes, com l'obra de David Kandel a Cosmographia de Sebastian Münster (1544), Historiae Animalium de Conrad Gessner (1551), Histoire of Foure-footed Beastes d'Edward Topsell (1607), entre d'altres. Alessandro de'Medici va escollir un rinoceront clarament basat al gravat de Dürer com el seu emblema al juny de 1536, amb el lema «Non buelvo sense vèncer». Una escultura d'un rinoceront basat a la imatge de Dürer es va situar a la base d'un obelisc de vint-i-un metres d'alçada dissenyat per Jean Goujon i erigit davant l'església del Sepulcre del carrer de Saint-Denis de París el 1549 per celebrar l'arribada del nou rei de França, Enric II. Un rinoceront similar, en relleu, decora un panel d'una de les portes de bronze de la part oest de la catedral de Pisa. Es van representar rinoceronts a moltes pintures i escultures, i va passar a ser un motiu habitual a la decoració de porcellana.
La popularitat de la inexacta imatge de Dürer va romandre també després que un rinoceront indi viu passés vuit anys, de 1579 a 1578, a Madrid (encara que han sobreviscut uns pocs exemples d'una impressió del rinoceront de Madrid creats per Philipe Galle a Anvers el 1586 i algunes obres derivades), i l'exhibició d'un rinoceront viu a Londres un segle més tard, de 1684 a 1686, i d'un segon exemplar el 1739.
La preeminent posició de la imatge de Dürer i les seves derivades va començar a declinar a la meitat i finals del segle xviii, quan es van transportar més rinoceronts vius a Europa, i es van realitzar representacions més fidedignes. Jean-Baptiste Oudry va pintar un retrat a mida natural de Clara el rinoceront el 1749, i George Stubbs va pintar un gran retrat d'un rinoceront a Londres prop de 1790. Ambdues pintures eren més exactes que el gravat de Dürer, el que va fer, que una concepció més realista dels rinoceronts, desplacés gradualment a la imatge de Dürer a l'imaginari públic. En particular, la pintura d'Oudry va ser la inspiració d'una làmina a l'enciclopèdia Histoire naturelle, de Georges-Louis Leclerc, comte de Buffon, que va ser àmpliament copiada. El 1790, el relat de James Bruce Viatge per descobrir la font del Nil, rebutjava l'obra de Dürer, qualificant-la de «meravellosament mal executada a totes les seves parts» i de «l'origen de totes les formes monstruoses en què s'ha pintat l'animal des d'aleshores». Així i tot, la il·lustració de Bruce del rinoceront blanc africà, d'aparença notablement diferent de l'indi, encara comparteix inexactituds evidents amb l'obra de Dürer. Continua exercint una poderosa influència artística, i va ser la inspiració de l'escultura de Salvador Dalí de l'any 1956, Rinoceront vestit amb puntes, que es pot contemplar al Port José Banús de Marbella des del 2004.

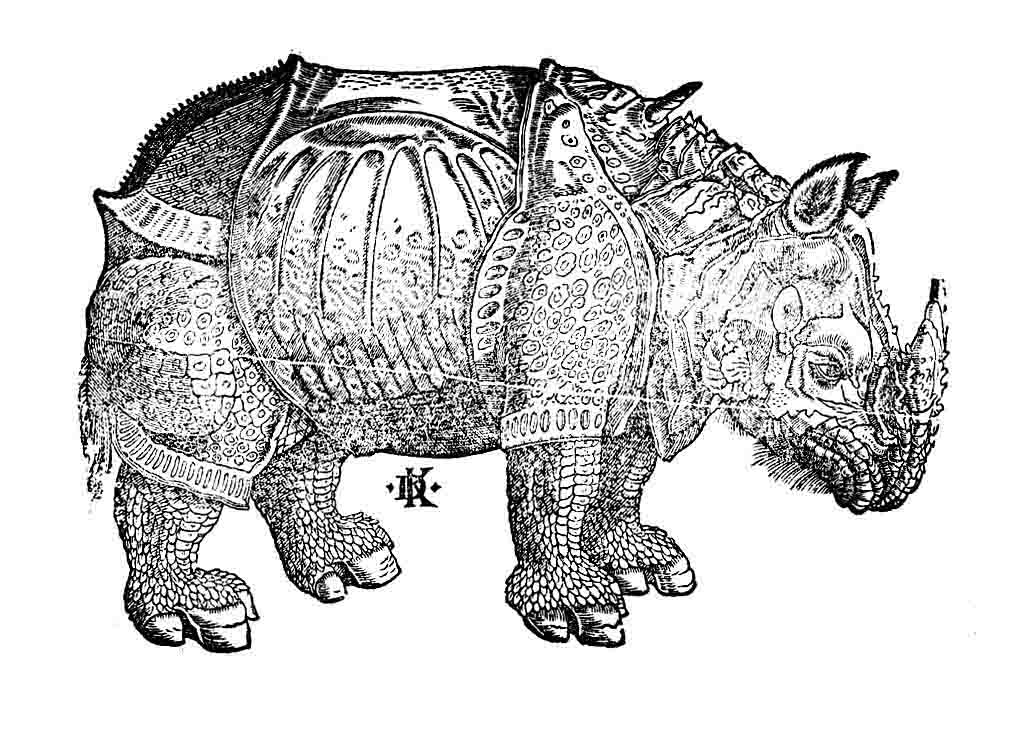
Rinoceront de David Kandel a Cosmographia de Sebastian Münster (1544).
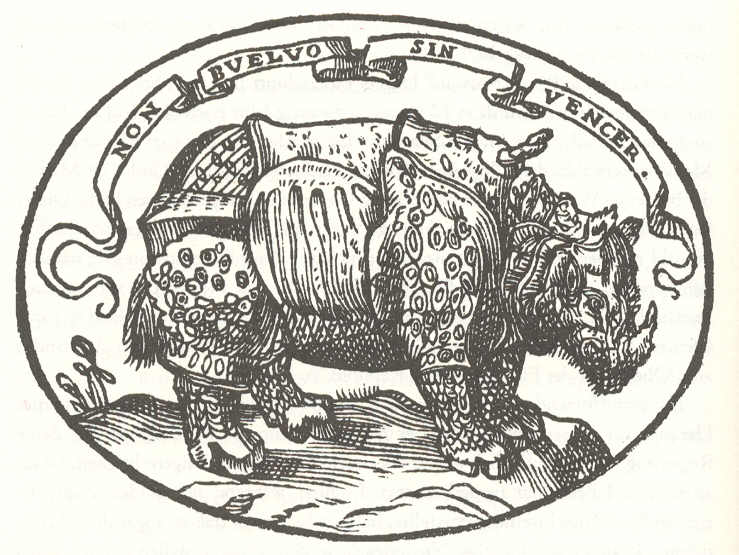
Emblema del duc de Florència Alessandro de'Medici, obra de Paolo Giovio.
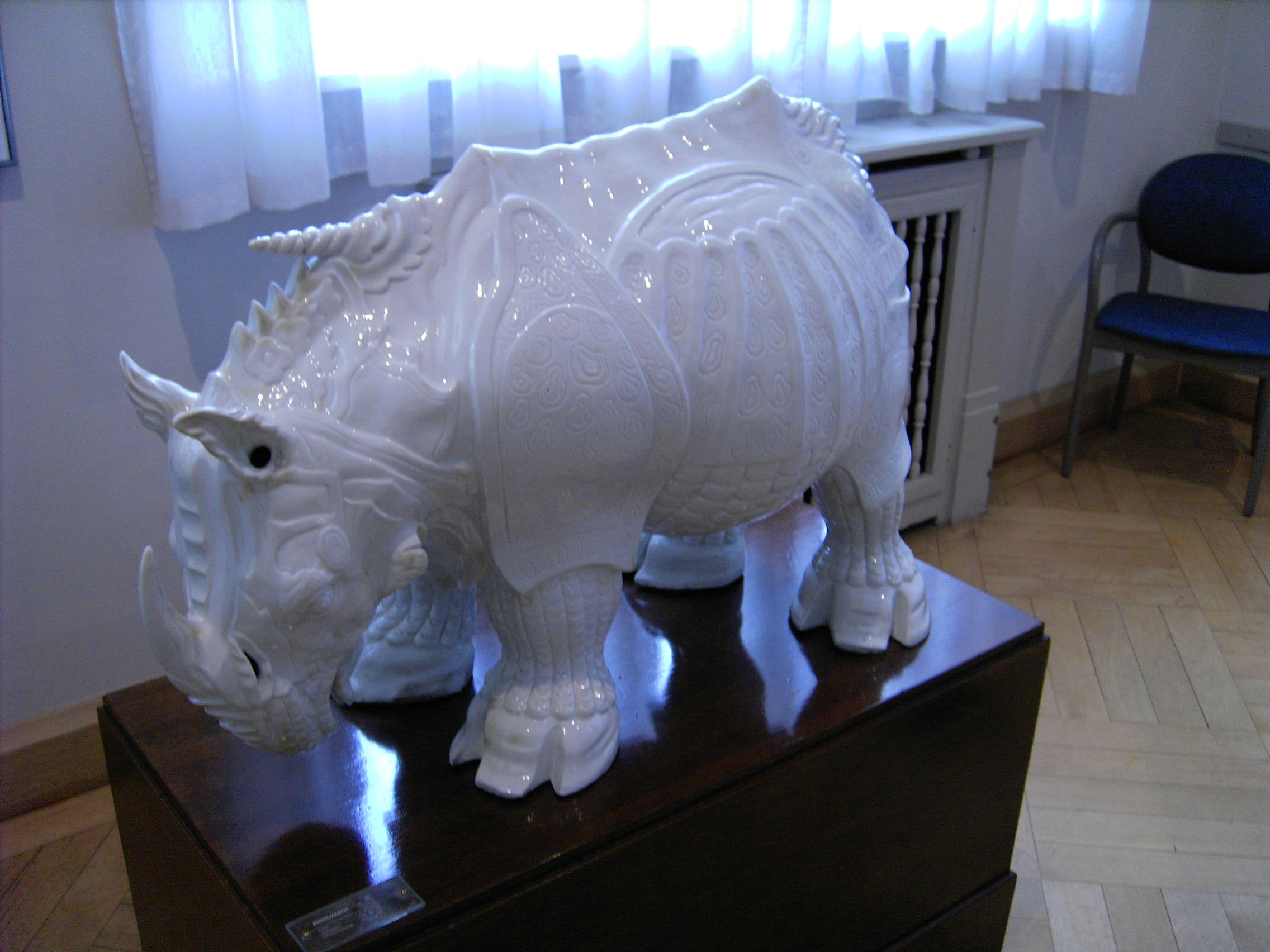
Rinoceront de porcellana amb un prominent «Corn de Dürer», al Museu de la Porcellana de Meissen.
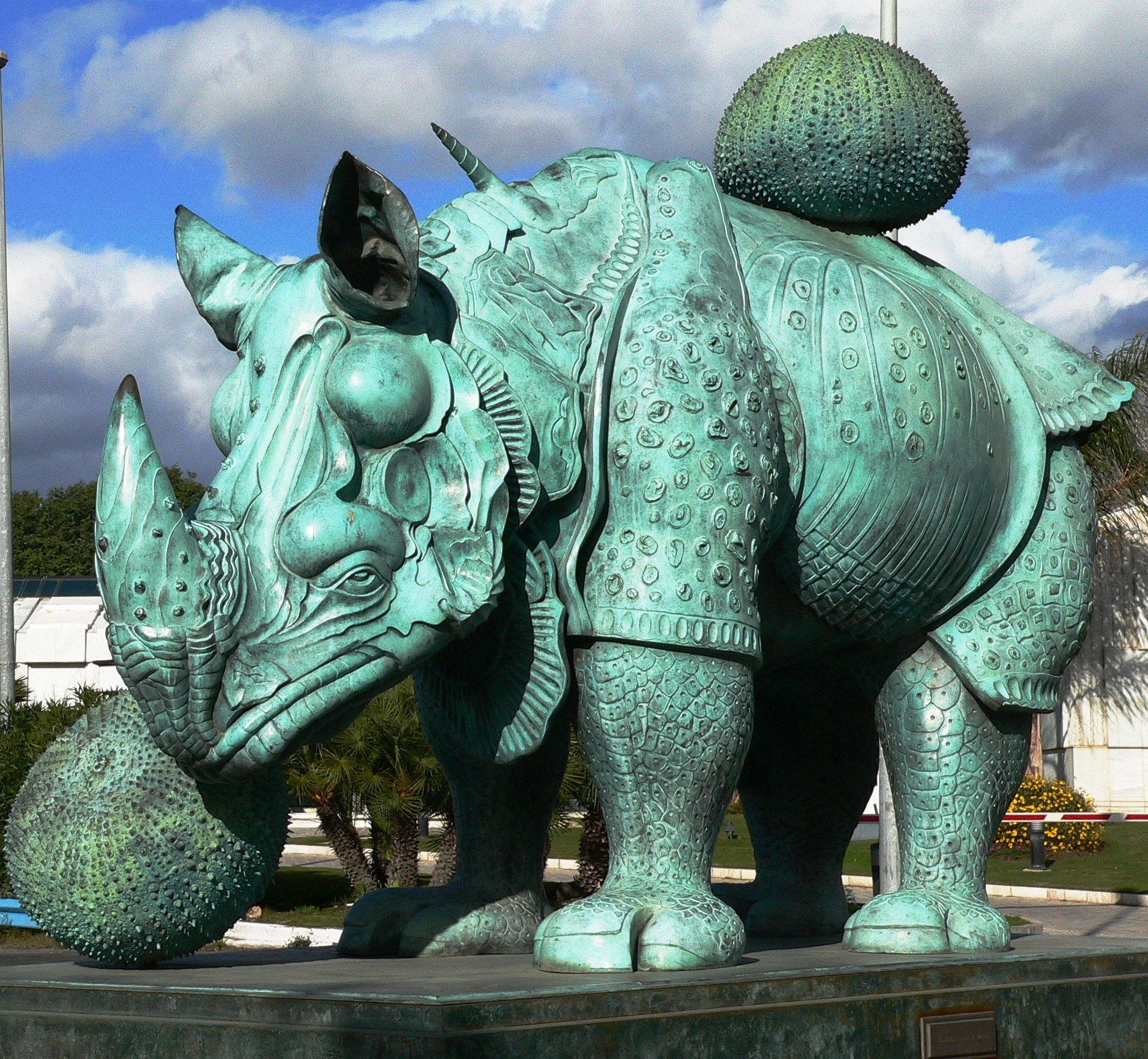
Rinoceront vestit amb puntes (1956) de Salvador Dalí al Port José Banús de Marbella.

## Anàlisi de l'obra per Umberto Eco
L'erudit en semiòtica Umberto Eco argumenta que les «escates i les plaques imbricades» de Dürer van passar a ser un element essencial de la representació de l'animal, també per aquells que ho podien conèixer millor, perquè «sabien que solament aquestes convencions gràfiques podien identificar un rinoceront per la persona que interpretaria el signe icònic». També destaca que la pell d'un rinoceront és més rugosa del que sembla pel seu aspecte visible i que tant les làmines com les escates retraten aquesta informació no visual fins a un cert punt. Fins finals de la dècada de 1930, la imatge de Dürer apareixia als llibres de text d'Alemanya com una representació fidel del rinoceront; en alemany, els rinoceronts indis encara reben el nom de Panzernashorn («rinoceront armat»).